# Пухтинський Антон Валентинович
Антон Валентинович Пухтинський (29.09.1998-25.02.2022) — солдат Збройних сил України, учасник російсько-української війни.

## Життєпис
Уродженець Золотоніського району Черкаської області.
У Збройних силах України був стрільцем-помічником гранатометника взводу охорони окремої десантно-штурмової бригади. Загинув під час бойових дій у російсько-українській війні.

## Нагороди
- орден «За мужність» III ступеня (2022, посмертно) — за особисту мужність і самовіддані дії, виявлені у захисті державного суверенітету та територіальної цілісності України, вірність військовій присязі.[3]